# Sainte-Marguerite-Lafigère
Sainte-Marguerite-Lafigère es una comuna (municipio) de Francia, en la región de Ródano-Alpes, departamento de Ardèche, en el distrito de Largentière y cantón de Les Vans.
Su población en el censo de 1999 era de 73 habitantes.
Está integrada en la Communauté de communes Cévennes Vivaroises.
Se encuentra junto al río Borne, en el límite de los departamentos de Ardèche y Aveyron.

## Demografía
| 235 | 172 | 149 | 129 | 91 | 73 |
| Para los censos de 1962 a 1999 la población legal corresponde a la población sin duplicidades (Fuente: INSEE [Consultar]) |     |     |     |    |    |